# Nullpunktdrift
Viele elektronische Bauelemente, z. B. Gleichspannungsverstärker, und Messgeräte haben einen Nullpunkt, der nicht systembedingt festliegt, sondern eingestellt werden muss. Nullpunktdrift bedeutet, dass sich deren Nullpunkt im Laufe der Zeit verschiebt; Nullpunktdrift ist ein Teilaspekt der Drift, wie sie beispielsweise in der Messtechnik vorkommt.
Bei den aufgeführten Geräten besteht oft ein proportionaler Zusammenhang zwischen Eingangs- und Ausgangsgröße. Drift bedeutet hier, dass bei fehlender Eingangsgröße die Ausgangsgröße von null abweichende Werte annehmen kann. Es ist üblich, die am Ausgang beobachtete Drift auf den Eingang zu beziehen. Bei Operationsverstärkern wird dazu die Eingangs-Offsetspannung als diejenige Spannung genannt, mit der eine Ausgangsspannung null erzeugt wird. Die Nullpunktdrift bedeutet eine additive Abweichung und zeigt sich bei der Geräte-Kennlinie als Verschiebung.
Als Auslöser der Drift kommen mehrere Einflussgrößen infrage wie die Betriebsspannung und die Gleichtaktspannung sowie die Temperatur mit ihrer Temperaturdrift. Aber auch ohne Änderung sämtlicher denkbarer Einflüsse kann es im Laufe der Zeit zu einer Langzeitdrift kommen, die vielfach mit Alterung begründet wird. Die Nullpunktdrift lässt sich durch Gegenkopplungsmaßnahmen nicht beheben. Allerdings ermöglichen Chopper-Verstärker und Auto-Zero-Verstärker eine selbsttätige Korrektur; damit lässt sich bei diesen die Nullpunktsabweichung, auch ihre Wanderung, weitgehend ausschließen.